# Hermógenes
Hermógenes Valente Fonseca, dit Hermógenes (né à Rio de Janeiro le 4 novembre 1908), était un joueur de football brésilien qui jouait en tant que milieu de terrain.

## Biographie
Il a joué sa carrière de milieu de terrain dans deux clubs différents, l'Andahary (de 1922 à 1926 et en 1935) et l'América (de 1927 à 1935).
Il participa également à la coupe du monde 1930 en Uruguay avec l'équipe du Brésil, sélectionné par l'entraîneur brésilien Píndaro de Carvalho.

## Palmarès

### Club
- championnat Carioca : 1

América : 1928, 1931

### Brésil
- Copa Rio Branco : 1

1931